# Sol Bamba
Pour les articles homonymes, voir Bamba.
Souleymane Bamba, aussi appelé Sol Bamba, né le 13 janvier 1985 à Ivry-sur-Seine et mort le 31 août 2024 à Adana (Turquie), est un footballeur international ivoirien. Il joue au poste de défenseur de 2004 à 2022.

## Biographie
Passé par le centre de formation du PSG, Sol Bamba est international ivoirien Junior, -20 ans, et Olympique. Du 17 au 20 février 2003, il participe à un stage de détection avec l'équipe de France des moins de 18 ans, au CTNFS à Clairefontaine, aux côtés notamment de Lassana Diarra, Mohamed Sissoko et Yannick Cahuzac. Le 27 novembre 2004, il effectue, à 19 ans et 11 mois, ses débuts professionnels avec le Paris SG, lors d'un match de championnat face à Nice en remplaçant Stéphane Pichot.
Il participe en 2003 à la Coupe du monde des moins de 20 ans avec la Côte d'Ivoire.
Il participe en février 2005 à la Coupe d'Afrique des nations junior avec la Côte d'Ivoire.
Il est sélectionné pour la première fois avec la côte d'Ivoire le 19 novembre 2008, lors d'un match face à l'équipe d'Israël. Il dispute la coupe du monde 2010 avec la côte d'Ivoire.
Le 2 janvier 2011, Sol Bamba quitte l'Écosse et signe pour le club anglais de Leicester City entraîné par Sven-Göran Eriksson.
Six jours plus tard, premier match, première titularisation, premier ballon et premier but pour Sol Bamba, qui marque sur un corner botté après moins d'une minute de jeu, lors du 3e tour de la FA Cup.
En juillet 2012, il signe un contrat de cinq saisons à Trabzonspor.
En mars 2021, il parle de son cancer dans les colonnes de l'Équipe mag. Le 31 août 2024, il meurt à la suite de ce cancer à Adana en Turquie.

## Palmarès

### En club
- Cardiff City
  - Vice-champion de l'EFL Championship (D2) en 2018

### Distinction personnelle
- Membre de l'équipe-type de Championship en 2018[9].

### En sélection nationale
- Vice-champion de la Coupe d'Afrique des nations(2)